# تیم ملی فوتبال زیر ۲۰ سال بوتان
تیم ملی فوتبال زیر ۲۰ سال بوتان نماینده بوتان در فوتبال بین‌المللی زیر ۲۰ سال مردان است. این تیم توسط هیئت حاکمه فوتبال در بوتان، فدراسیون فوتبال بوتان، که یکی از اعضای کنفدراسیون فوتبال آسیا و فدراسیون فوتبال جنوب شرق آسیا است، اداره می‌شود.